# Carnaubeira da Penha
Carnaubeira da Penha é um município brasileiro do estado de Pernambuco.

## História
A ocupação do território começou no ciclo do gado, que iniciou nesta região após a expulsão dos holandeses (1654), a partir da Casa da Torre. Os Garcia D´Ávila concederam grandes extensões de terra a seus familiares pelos vales do São Francisco e Pajeú, estabelecendo as primeiras fazendas. Estas ocupações enfrentaram a resistência dos índios que viviam no Vale do Pajeú, do Piancó e do Piranha entre 1694 e 1702, na chamada "guerra dos bárbaros". Esta resistência fez com que muitos abandonassem suas fazendas. A mando da Casa da Torre, o fazendeiro do São Francisco, o coronel Manoel Araújo de Carvalho, combateu os índios e retomou as terras. Os fazendeiros e vaqueiros tornaram a ocupá-las.
A partir da Lei Imperial do Registro de Terras de 1850 iniciou-se a legalização das propriedades. O governo imperial extinguiu os aldeamentos indígenas em Pernambuco entre 1860 e 1880 e os povos indígenas que habitavam a região se deslocaram para locais de difícil acesso, como as serras de Umã e Arapuá.
Pela Lei Municipal nº 02, em 11 de Abril de 1896 o prefeito de Floresta, o coronel Casé, criou o distrito da Penha, a partir de uma povoação existente na região. Chamava-se Penha em homenagem à padroeira, Nossa Senhora da Penha. O povoado vivia principalmente da pecuária bovina e caprina e da agricultura de subsistência (feijão, algodão, milho, arroz, mandioca e batata-doce).
Segundo a lei municipal nº 2, de 19 de Janeiro de 1948 foi criado no município de Floresta o distrito de Carnaubeira, nome dado devido à quantidade de Carnaúbas existente na região.
Foi elevado à categoria de município com a denominação de Carnaubeira da Penha, pela lei estadual nº 10.626, de 1 de Outubro de 1991, desmembrado de Floresta. A Sede passou a ser no antigo distrito de Carnaubeira, atual Carnaubeira da Penha.
Segundo o Instituto Socioambiental, "a Serra do Arapuá possui 47 núcleos populacionais denominado pelos indígenas de “aldeias”, entre eles a Serra da Cacaria, que geograficamente se distingue dos demais por ser um relevo independente". Nestas aldeias habitam índios Pankará, que estão em processo de territorialização, pequenos agricultores não-índios e médios fazendeiros. Segundo o IBGE, também habita na Serra do Arapuá uma comunidade quilombola, chamada Tiririca dos Crioulos.
Na Serra Umã está a Reserva Indígena dos Índios Atikum, que vivem da agricultura de subsistência.

## Geografia
Localiza-se a uma latitude 08º19'09" sul e a uma longitude 38º44'41" oeste, estando a uma altitude média de 446 metros acima do nível do mar.

### Limites
| Noroeste: Mirandiba e Salgueiro | Norte: Mirandiba                        | Nordeste: Floresta              |
| Oeste: Belém de São Francisco   |                                         | Leste: Floresta                 |
| Sudoeste: Itacuruba e Floresta  | Sul: Belém de São Francisco e Itacuruba | Sudeste: Belém de São Francisco |

### Hidrografia
O município encontra-se na bacia do rio Pajeú.

### Clima
| Gráfico climático para Afrânio                                 | Gráfico climático para Afrânio | Gráfico climático para Afrânio | Gráfico climático para Afrânio | Gráfico climático para Afrânio | Gráfico climático para Afrânio | Gráfico climático para Afrânio | Gráfico climático para Afrânio | Gráfico climático para Afrânio | Gráfico climático para Afrânio | Gráfico climático para Afrânio | Gráfico climático para Afrânio |
| -------------------------------------------------------------- | ------------------------------ | ------------------------------ | ------------------------------ | ------------------------------ | ------------------------------ | ------------------------------ | ------------------------------ | ------------------------------ | ------------------------------ | ------------------------------ | ------------------------------ |
| J                                                              | F                              | M                              | A                              | M                              | J                              | J                              | A                              | S                              | O                              | N                              | D                              |
| 88 33 21                                                       | 100 32 21                      | 171 32 19                      | 130 31 20                      | 37 29 21                       | 54 28 19                       | 22 29 19                       | 8 30 19                        | 26 32 20                       | 10 34 22                       | 35 22                          | 66 33 22                       |
| Temperaturas em °C • Precipitações em mmFonte: Jornal do Tempo |                                |                                |                                |                                |                                |                                |                                |                                |                                |                                |                                |

O clima do município é o clima semiárido, do tipo BSh. Os verões são quentes e úmidos, é neste período em que praticamente quase toda chuva do ano cai. Os invernos são mornos e secos, com a diminuição de chuvas; as mínimas podem chegar a 16 °C. As primaveras são muito quentes e secas, com temperaturas muito altas, que em que algumas ocasiões podem chegar a mais de 40 °C.

### Relevo
O município localiza-se na unidade ambiental da Depressão Sertaneja, com relevo suave a ondulado.

### Vegetação
A vegetação predominante é a caatinga hiperxerófila.

### Solo
Em relação aos solos, nos patamares compridos e baixas vertentes do relevo suave ondulado ocorrem os planossolos, mal drenados, fertilidade natural m édia problemas de sais; topos e altas vertentes, os solos brunos não cálcicos, rasos e fertilidade natural alta; topos e altas vertentes do relevo ondulado ocorrem os podzólicos, drenados e fertilidade natural média e as elevações residuais com os solos litólicos, rasos, pedregosos e fertilidade natural média.

### Geologia
O município de Carnaubeira da Penha está inserido na unidade geológica da Província da Borborema, sendo constituído pelos complexos de Floresta, Sertânia, Cabrobó, São Caetano e Lagoa das Contendas.

## Demografia
Segundo estimativa de 2020 do IBGE, Carnaubeira da Penha possui uma população de 13.025 habitantes, distribuídos numa área de 1.004,667 km², tendo assim, uma densidade demográfica de 12,87 hab/km².

### Subdivisões

#### Distritos
- Sede
- Barra do Silva
- Olho d'Água do Padre [6]

## Economia
Segundo dados sobre o produto interno bruto dos municípios, divulgado pelo IBGE referente ao ano de 2017, a soma das riquezas produzidos no município é de 77.877 milhões de reais (155° maior do estado). O PIB per capita do município está entre os menores do Estado e da sua região, com apenas 6.022,06 mil reais (155° maior do estado).

## Saúde
A cidade conta com 6 estabelecimentos de saúde, sendo todos os 6 públicos.

## Cultura
É costume dos habitantes do município comemorar o dia da padroeira da cidade, Nossa Senhora da Penha, com shows e eventos religiosos. Em seu folclore há ainda as manifestações pastoris e as quadrilhas apresentadas por grupos escolares em certas épocas do ano.